# Forfry
Forfry ist eine französische Gemeinde im Département Seine-et-Marne in der Île-de-France. Sie gehört zum Kanton Claye-Souilly (bis 2015 Kanton Dammartin-en-Goële) im Arrondissement Meaux.
Die Bewohner nennen sich Forferois oder Forferoises, abgeleitet vom vormaligen Ortsnamen „Forfery“.

## Geographie
Umgeben ist Forfry von den Gemeinden Oissery im Nordwesten, Douy-la-Ramée im Nordosten, Marcilly im Südosten, Gesvres-le-Chapitreim Süden sowie Saint-Soupplets im Südwesten.

## Bevölkerungsentwicklung
| Jahr      | 1962 | 1968 | 1975 | 1982 | 1990 | 1999 | 2008 | 2013 |
| --------- | ---- | ---- | ---- | ---- | ---- | ---- | ---- | ---- |
| Einwohner | 159  | 143  | 134  | 86   | 93   | 183  | 253  | 256  |

## Sehenswürdigkeiten

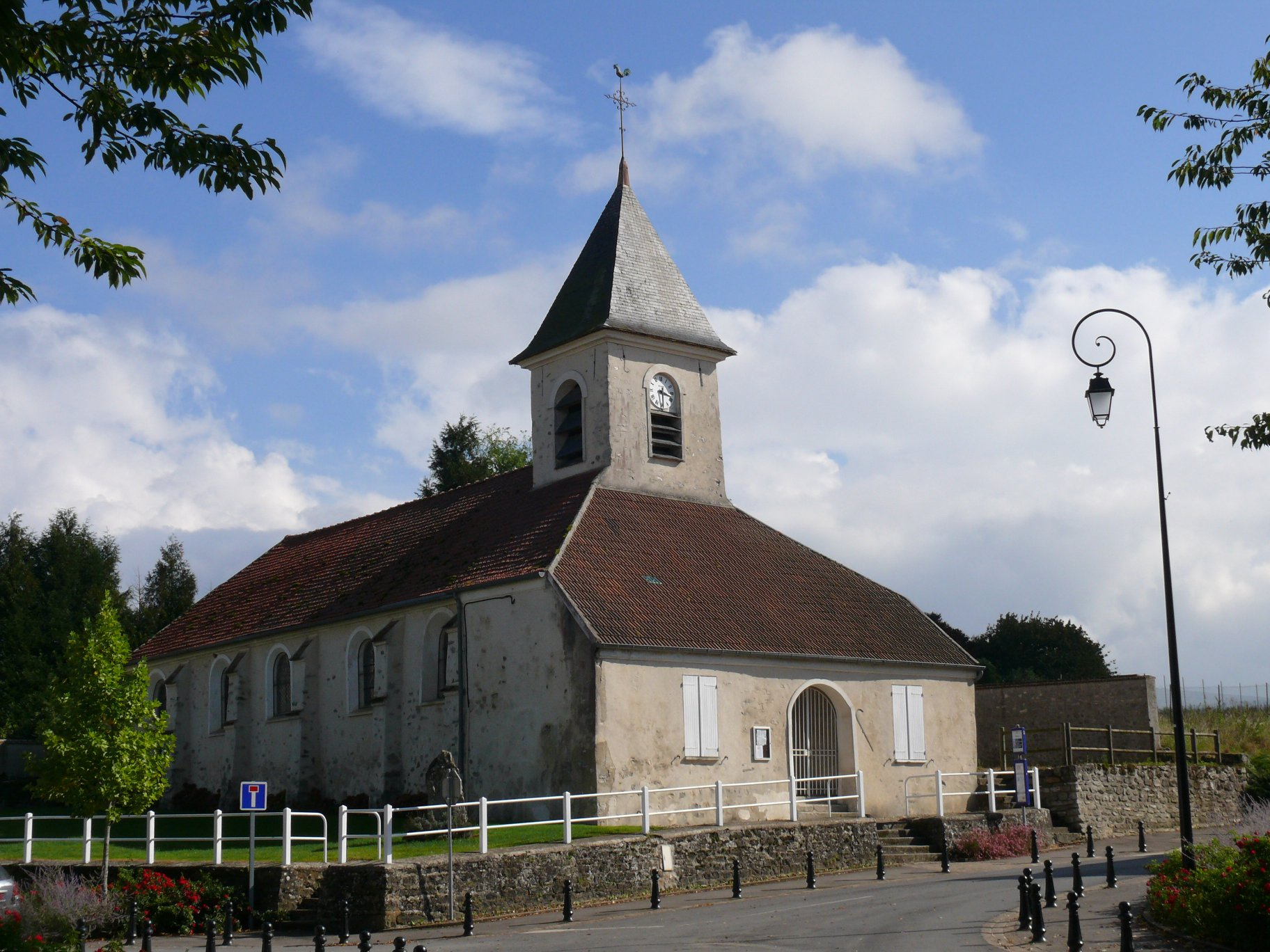
Kirche Sainte-Madeleine

- Taubenhaus
- Burgruine
- Kirche Sainte-Madeleine